# Feminismo chicano

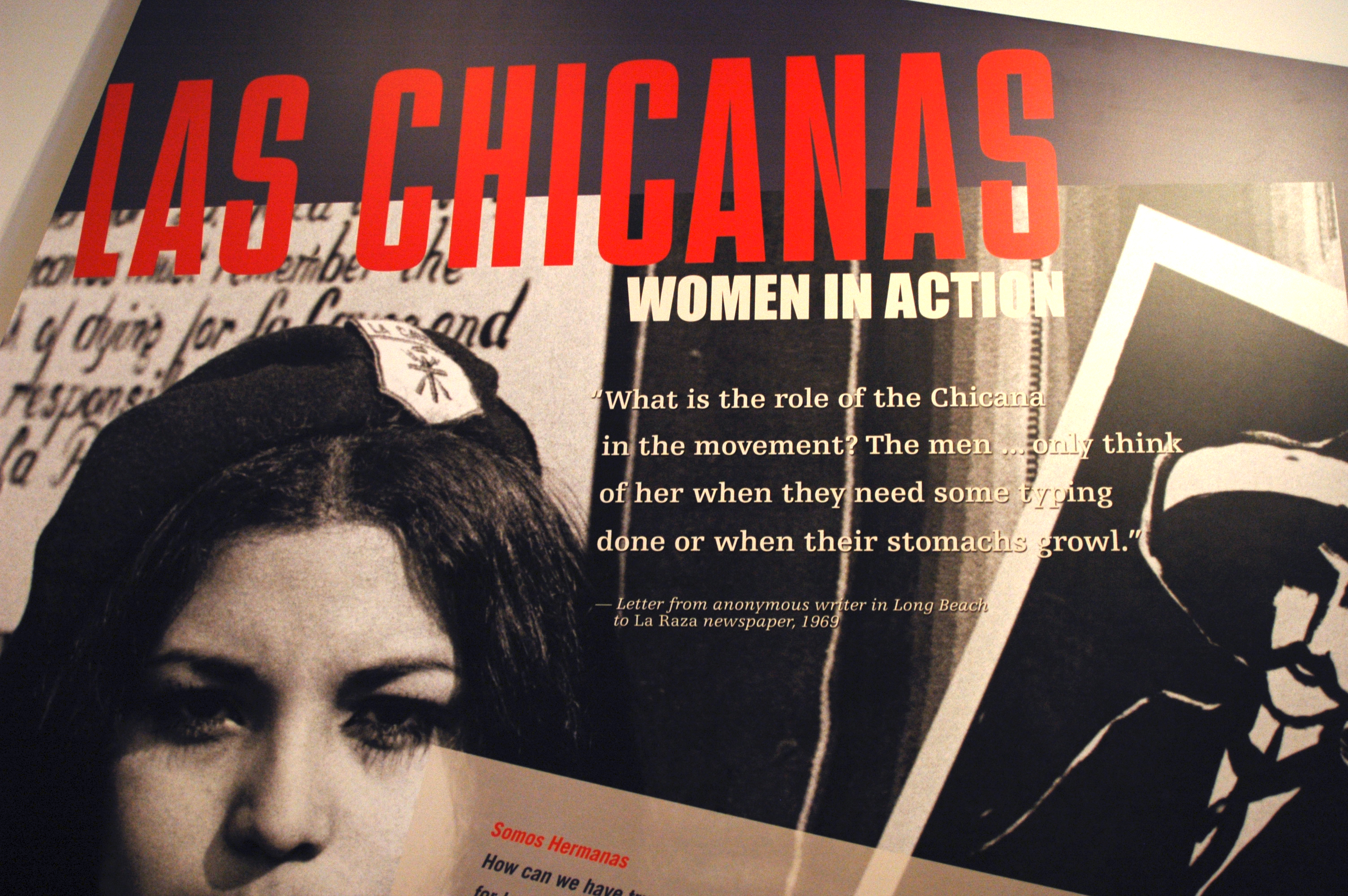
Poster Las Chicanas no LA Plaza.

O feminismo chicano é um movimento sociopolítico nos Estados Unidos que analisa as interseções históricas, culturais, espirituais, educacionais e econômicas das mulheres que se identificam como chicanas, ou seja, mulheres de origem mexicana. 
O feminismo chicano procura empoderar as mulheres e insiste que elas desafiem os estereótipos e limites que as "chicanas" enfrentam em todas as linhas de gênero, etnia, raça, classe e sexualidade. Mais importante ainda, o feminismo Chicano é um movimento. É também uma teoria e práxis que ajuda as mulheres a recuperar sua existência entre o Movimento Chicano e os movimentos feministas americanos.